# Othelloplate

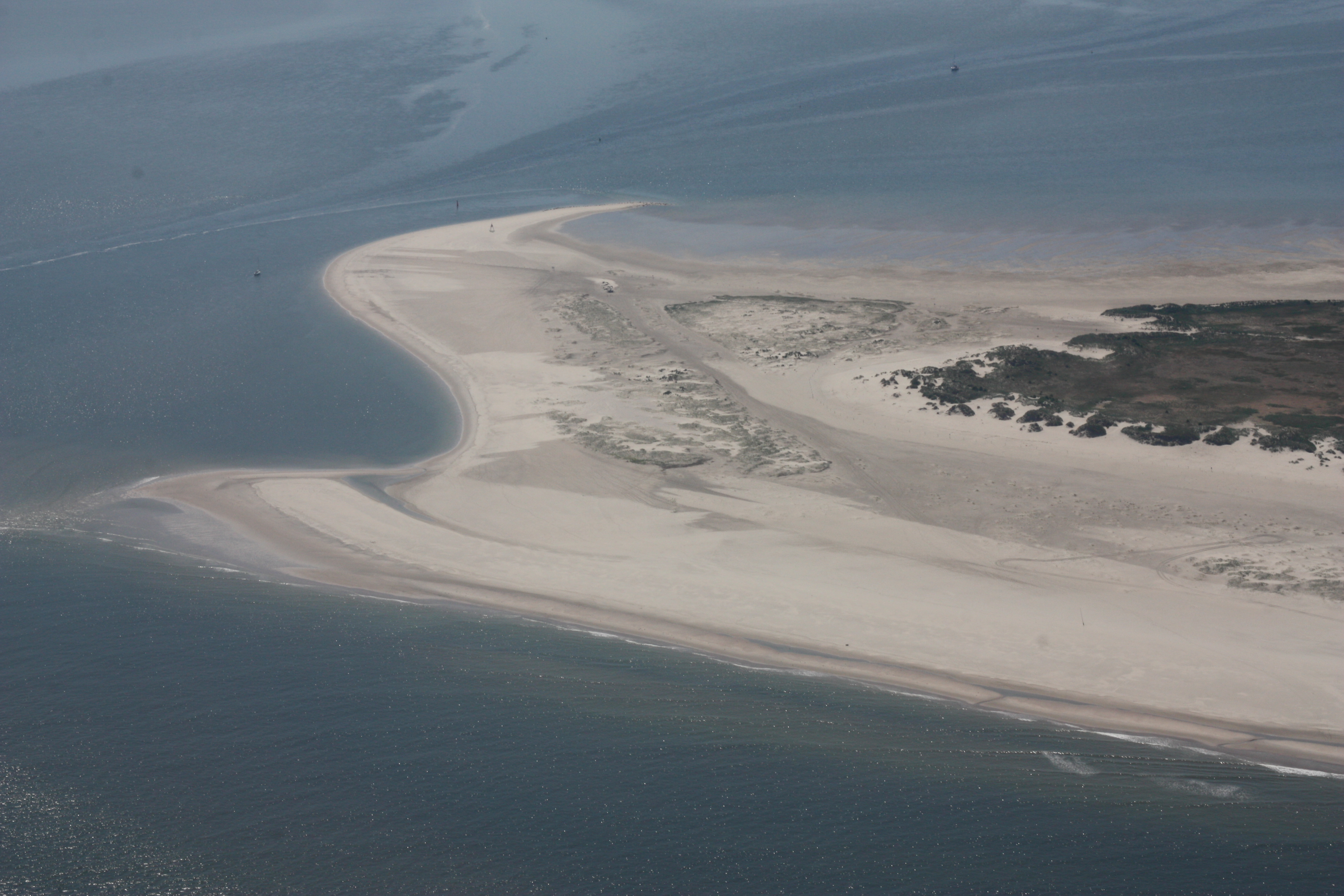
Luftbild der Othelloplate beginnend im unteren linken Teil bis zum Südosthörn oben links von der Seeseite aus aufgenommen

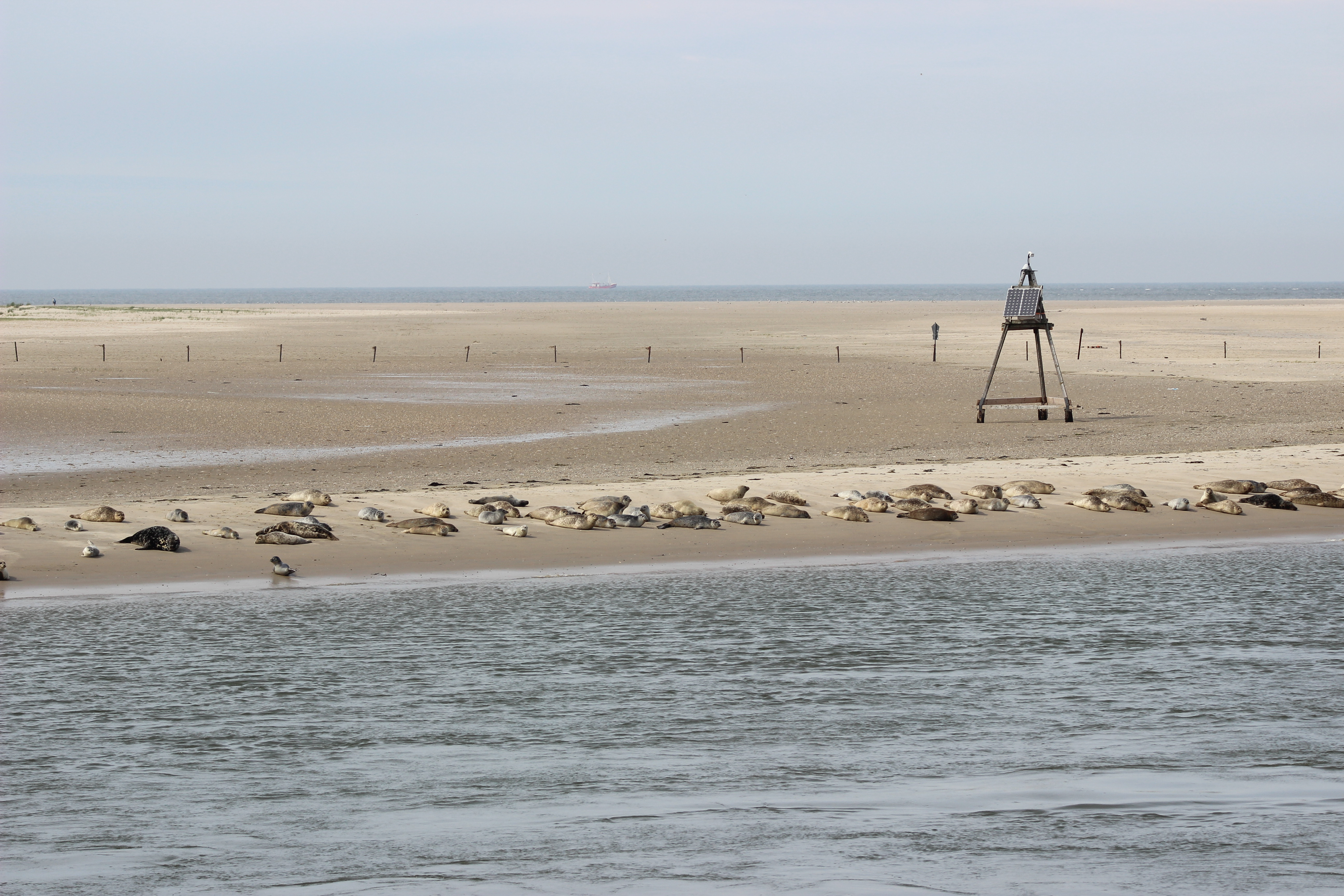
Die östliche Seite Norderneys mit Kegelrobben, Seehunden und Ostbake

Die Othelloplate ist eine Sandbank in der südlichen Nordsee, deren Gebiet das östliche Ende der Ostfriesische Insel Norderney markiert. Die Sandbank liegt im Nationalpark Niedersächsisches Wattenmeer.
Teile der Sandbank fallen bei Niedrigwasser trocken. Östlich, in Richtung Baltrum, grenzt die Sandbank an das mit Tonnen versehene Fahrwasser der Wichter Ee.

## Schiffswrack
Am 2. Dezember 1967 strandete der Emder Heringslogger AE 60 „Ministerialrat Streil“ am Südosthörn, dem westlichen Teil des Seegats Wichter Ee, auf der Othelloplate. Mit dem in Bensersiel liegenden Schillsauger „Pionier“ wurde versucht eine Rinne zum Havaristen zu baggern, worauf das Schiff selber fest kam und durch einen nachfolgenden Sturm höher auf den Strand trieb. Im Februar 1968 konnte ein Schlepper den Heringslogger bei Hochwasser ins Fahrwasser zurückziehen, was bei der „Pionier“ nicht gelang. Das der Witterung ausgesetzte Wrack liegt seitdem in einem Sandbett und ist zu einem Ausflugsziel auf Norderney geworden. In den letzten Jahrzehnten wird fälschlicherweise häufig der Name „Capella“ statt des richtigen Namens „Pionier“ für das Wrack am Ende der Insel genannt. Die Richtigkeit des Namens „Pionier“ geht allerdings eindeutig aus den genannten Quellen hervor.

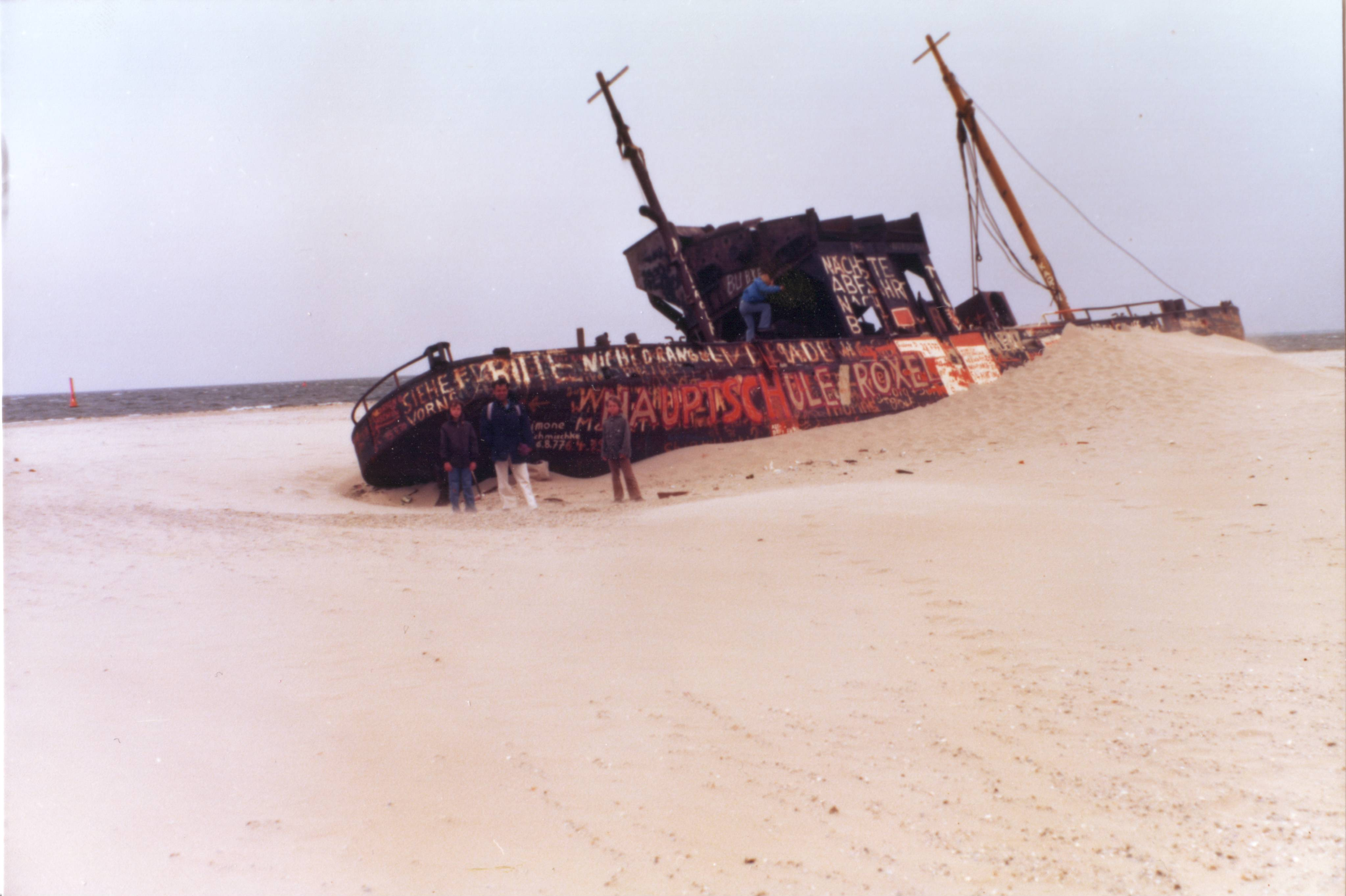
Verfall des Wracks 1977…
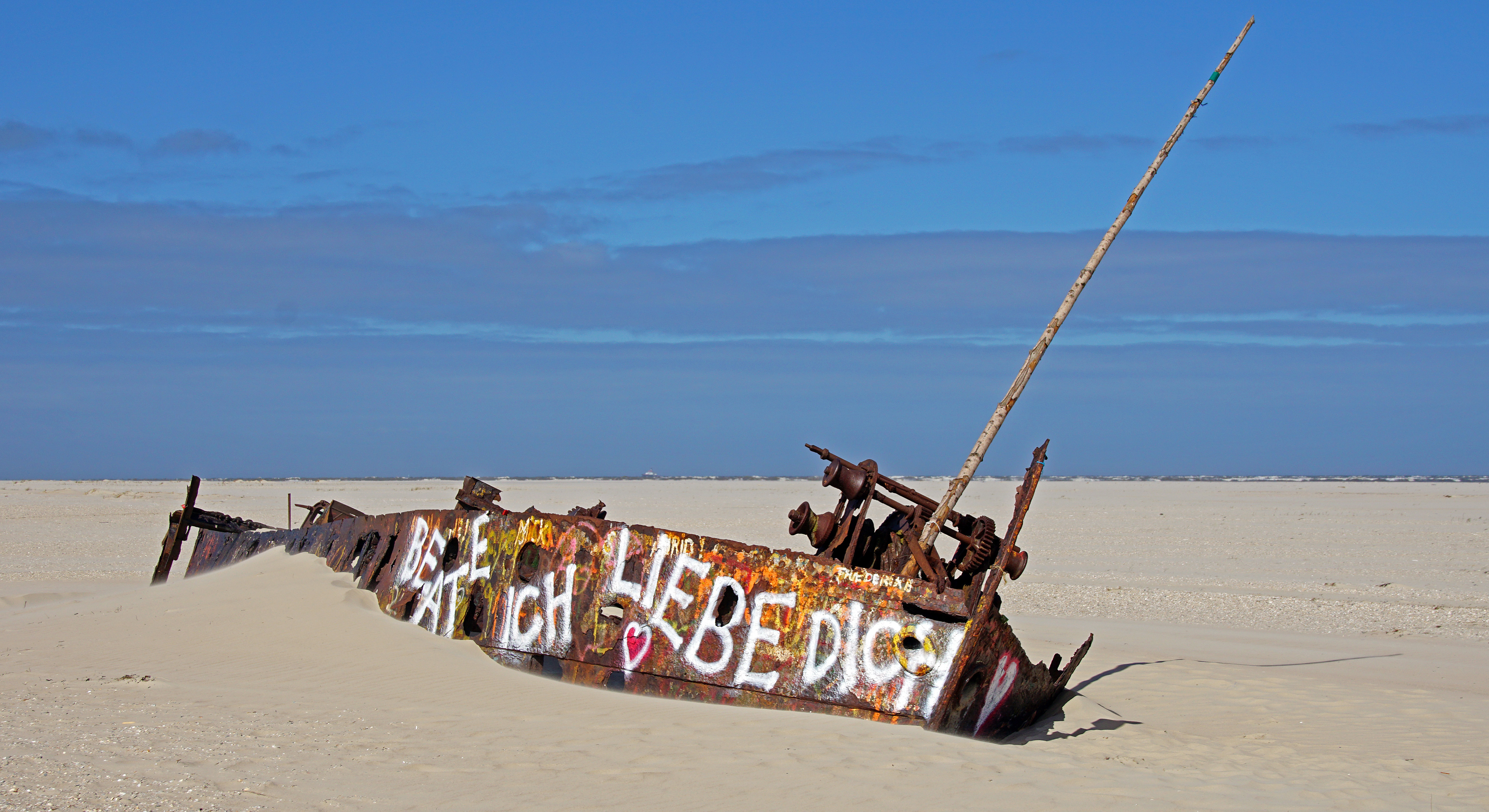
…und 2017

## Ostbake
Die Ostbake ist ein rund fünf Meter hohes Holzgerüst, an der eine Webcam installiert ist, mit der man die Seehunde auf der Sandbank beobachten kann. Zur Stromversorgung dienen Solarzellen. Bei Hochwasser, starkem Sturm oder Eisgang wird die Bake abgebaut.

## Tourismus
Die Reederei Norden-Frisia bietet in den Sommermonaten eine Erlebnisfahrt zu den Seehundbänken an. Ab Norddeich und dem Fähranleger im Hafen Norderney geht es südlich der Insel im Norderneyer Wattfahrwasser bis in die Wichter Ee. Die Reederei Baltrum-Linie bietet diese Fahrten ab Baltrum und Neßmersiel an. Am Ostende der Insel Norderney befindet sich südlich der Othelloplate das Südosthörn. Hier ruhen sich Seehunde und Kegelrobben bei Niedrigwasser aus. Die Seehundstation Norddeich entlässt im Rahmen von Aussetzfahrten an dieser Stelle unter anderem aufgezogene Heuler zurück in die Freiheit.